# Konzeptmodell
Als Konzeptmodell bezeichnet man in der Hydrogeologie einen der ersten Schritte innerhalb des Modellierungsprozesses. Es ist gleichbedeutend mit Standortcharakterisierung. Die Erstellung eines Konzeptmodells beinhaltet noch keine mathematische Modellierung, sondern ist meist ein rein gedanklicher Prozess und beinhaltet das Zusammentragen aller bekannter Daten über die Geologie, Hydrologie und Geochemie des Untersuchungsgebietes. Solche Daten können z. B. sein:
- Grundwasserstände in Bohrungen
- Aufbau des Untergrundes
- Zusammensetzung des Grundwassers.

Quellen für solche Daten sind z. B. geologische Karten der entsprechenden Ländesämter, bereits durchgeführte Studien, Daten aus privatwirtschaftlich durchgeführten Bohrungen, aber auch die Ergebnisse eigener Beprobungen.
Diese Informationen werden in einem ersten vereinfachten und qualitativen Modell des Untersuchungsgebietes zusammengefasst, dem Konzeptmodell. Es beinhaltet erste Abschätzungen über die Eigenschaften des Untersuchungsgebietes und Vermutungen über die relevanten, ablaufenden Prozesse. Solche Eigenschaften können z. B. sein:
- Geometrie und Grenzen des Untersuchungsgebietes
- Aufbau des Aquifers (Material, Heterogenität, Isotropie)
- Fließverhalten des Grundwassers
- Eigenschaften des Grundwassers (Zusammensetzung, Chemie, Redoxverhalten usw.)

## Ziele
Ein Konzeptmodell fasst zuallererst den Stand des Wissens über das Untersuchungsgebiet zusammen und verdeutlicht so vor allem noch zu erhebende Daten. Auf der anderen Seite vermittelt es ein erstes Bild über die ablaufenden Prozesse. Es ermöglicht die Identifikation sog. Schlüsselprozesse, d. h. der Abläufe, die für die jeweilige Zielstellung der Modellierung relevant sind.
Aus diesen Erkenntnissen lassen sich wichtige Schlüsse für den weiteren Ablauf der Modellierung ableiten, wie z. B. der benötigte Modelltyp oder die Eigenschaften des mathematischen Modells, wie z. B. seine Gittergröße. Das Konzeptmodell, und vor allem die Hervorhebung der relevanten Prozesse, definieren auch erst den nötigen Vereinfachungsgrad des mathematischen Modells. Werden relevante Prozesse ausgelassen, ist das Modell nicht in der Lage, verwertbare Aussagen zu treffen. Wenn auf der anderen Seite zu viele, für die Fragestellung irrelevante, Prozesse integriert werden, wird das Modell zu komplex und rechenintensiv.
Die Berechnungen des später folgenden, mathematischen Modells dienen auch der Überprüfung der im Konzeptmodell zusammengefassten Vorstellungen. Deutet die spätere Modellierung auf neue oder unterschiedliche Prozesse hin, so ist das Konzeptmodell im Verlauf der Modellierung zu modifizieren. Im Endeffekt versteht man unter Konzeptmodell also den Stand der Erkenntnis über das jeweilige Untersuchungsgebiet.